# Melitaea belteri
Melitaea belteri är en fjärilsart som beskrevs av Felix Bryk 1940. Melitaea belteri ingår i släktet Melitaea och familjen praktfjärilar. Inga underarter finns listade i Catalogue of Life.